# Nemacladus longiflorus
Nemacladus longiflorus är en klockväxtart som beskrevs av Asa Gray. Nemacladus longiflorus ingår i släktet Nemacladus och familjen klockväxter. Inga underarter finns listade i Catalogue of Life.